# Anna Björk Kristjánsdóttir
Anna Björk Kristjánsdóttir, née le 14 octobre 1989 à Reykjavik, est une footballeuse internationale islandaise évoluant au poste de défenseure au Havre Athletic Club.

## Biographie

### Carrière en club
Anna Björg commence sa carrière senior en 2004 au KR dans le championnat islandais. En 2009, elle s'engage au Stjarnan et reporte durant son passage dans ce club trois championnats, trois Coupes d'Islande, trois Coupes de la Ligue et deux Supercoupes.
Elle évolue ensuite en Suède, au KIF Örebro DFF en 2016 et à l'IF Limhamn Bunkeflo (en) de 2017 à 2019. En 2019, elle joue au PSV Eindhoven, avant de revenir en Islande du côté de Selfoss. Elle signe en septembre 2020 au Havre Athletic Club, en D2.

### Carrière internationale
Anna Björg fait partie de la sélection nationale islandaise depuis 2013. 
Elle participe notamment à l'Euro 2017.

## Palmarès
Stjarnan
Vainqueur
- Úrvalsdeild (3) : 2011, 2013, 2014
- Coupe d'Islande (3) : 2012, 2014, 2015
- Coupe de la Ligue (3) : 2013, 2014, 2015
- Supercoupe d'Islande (2) : 2012, 2015

Finaliste
- Úrvalsdeild : 2015
- Supercoupe d'Islande (2) : 2013, 2014